# Pup Cove
Die Pup Cove (englisch für Welpenbucht) ist eine kleine Bucht an der Ostküste von Signy Island im Archipel der Südlichen Orkneyinseln. Sie liegt auf der Nordseite der Elephant Flats am Kopfende der Borge Bay.
Das UK Antarctic Place-Names Committee benannte sie 1991 nach der im Februar 1977 erstmals auf Signy Island beobachteten Geburt eines Antarktischen Seebären seit Eröffnung der Signy-Station im Jahr 1947.